# Corbon (Orne)
Corbon è un comune francese di 149 abitanti situato nel dipartimento dell'Orne nella regione della Normandia.

## Società

### Evoluzione demografica
Abitanti censiti